# Lista do Patrimônio Mundial na América do Sul
- Argentina
- Bolívia
- Brasil
- Chile
- Colômbia
- Equador
- Paraguai
- Peru
- Suriname
- Uruguai
- Venezuela

Património Mundial na América do Sul

A Organização das Nações Unidas para a Educação, a Ciência e a Cultura (UNESCO) propôs um plano de proteção aos bens culturais do mundo, através do Comité sobre a Proteção do Património Mundial Cultural e Natural, aprovado em 1972. Esta é uma lista do Patrimônio Mundial existente na América do Sul, especificamente classificada pela UNESCO e elaborada de acordo com dez principais critérios cujos pontos são julgados por especialistas na área. A América do Sul, uma região de grande legado histórico e cultural marcado pelo florescer de diversas civilizações mesoamericanas e de grande diversidade natural, é uma das sub-regiões classificadas pela UNESCO, sendo parte integrante da região América Latina e Caribe.
A sub-região da América do Sul é composta pelos Estados-membros: Argentina, Bolívia, Brasil, Chile, Colômbia, Equador, Paraguai, Peru, Suriname, Uruguai e Venezuela. O sítio Ihas Galápagos (que integra o Patrimônio Mundial no Equador) foi o primeiro local da América do Sul reconhecido pela UNESCO, em 1978. Em contrapartida, o Brasil é o país da sub-região com o maior número de bens listados, totalizando 23 bens listados desde a mais recente adesão. 
A sub-região conta ainda com três sítios compartilhados: Missões Jesuíticas dos Guaranis (entre Brasil e Argentina), O Trabalho Arquitetônico de Le Corbusier (que inclui uma propriedade na Argentina) e Qhapaq Ñan, Caminhos Incas (entre Argentina, Bolívia, Chile, Colômbia, Equador e Peru). 

## Sítios do Patrimônio Mundial
A região da América do Sul possui atualmente com os seguintes lugares declarados como Patrimônio da Humanidade pela UNESCO:
| Sítio | Imagem | País               | Localização                                                  | Critério                          | Ano  | Descrição | Ref.   |
| --- | ------ | ------------------ | ------------------------------------------------------------ | --------------------------------- | ---- | --- | ------ |
| Serra do Mar |        | Brasil             | Paraná / São Paulo / Rio de Janeiro 24° 10′ S, 48° 00′ O     | Natural: (vii), (ix), (x)         | 1999 | O sítio compreende alguns dos últimos remanescentes de Mata Atlântica e apresenta uma diversidade muito alta com muitas espécies raras e endêmicas. Como tal, é de grande interesse tanto para os cientistas quanto para a conservação. | [ 4 ]  |
| Plano Piloto de Brasília |        | Brasil             | Distrito Federal 15° 47′ S, 47° 54′ O                        | Cultural: (i), (iv)               | 1987 | Planejada por Lúcio Costa e Oscar Niemeyer em 1956, Brasília foi criada ex nihilo para transferir a capital do Rio de Janeiro para uma região mais central. Juntamente com Chandigarh na Índia, é o único lugar onde os princípios de urbanismo de Le Corbusier foram aplicados em larga escala. | [ 5 ]  |
| Parque Nacional Marinho de Fernando de Noronha e Atol das Rocas                                                                           |        | Brasil             | Pernambuco / Rio Grande do Norte 3° 51′ 29″ S, 32° 25′ 30″ O | Natural: (vii), (ix), (x)         | 2001 | Como um dos poucos habitats insulares do Atlântico Sul, o local é essencial como área de alimentação e espaço de reprodução para organismos marinhos, incluindo espécies ameaçadas de extinção, principalmente a tartaruga-de-pente. | [ 6 ]  |
| Parque Nacional Canaima |        | Venezuela          | Bolívar 5° 20′ N, 61° 30′ O                                  | Natural: (vii), (viii), (ix), (x) | 1994 | O parque é caracterizado por mesetas (tepui) que cobrem 65% da área e são de interesse geológico e biológico, proporcionando habitat a um grande número de espécies endêmicas. Salto Ángel, a cachoeira mais alta do mundo, está situada na propriedade. | [ 7 ]  |
| Complexo de Conservação da Amazônia Central                                                                                               |        | Brasil             | Amazonas 2° 20′ 00″ S, 62° 00′ 30″ O                         | Natural: (ix), (x)                | 2000 | Como a maior área protegida da bacia amazônica, o sítio se destaca por sua alta biodiversidade, variedade de habitats como florestas de várzea e igapós e espécies ameaçadas de extinção. Foi reconhecida por várias agências de conservação como uma região de alta prioridade. | [ 8 ]  |
| Reserva Natural do Suriname Central |        | Suriname           | Sipaliwini 4° 00′ N, 56° 30′ O                               | Natural: (ix), (x)                | 2000 | O sítio compreende uma grande área intocada de floresta tropical com alta biodiversidade, muitas espécies endêmicas e ameaçadas. Devido à topografia e à variedade de condições do solo, possui várias ecorregiões. | [ 9 ]  |
| Áreas Protegidas do Cerrado: Parques Nacionais da Chapada dos Veadeiros e das Emas                                                        |        | Brasil             | Goiás 14° 00′ 20″ S, 47° 41′ 05″ O                           | Natural: (ix), (x)                | 2001 | Os dois parques são característicos do cerrado, um dos ecossistemas tropicais mais antigos do mundo e um importante refúgio para espécies em tempos de mudanças climáticas. | [ 9 ]  |
| Zona Arqueológica de Chan Chan† |        | Peru               | La Libertad 8° 06′ S, 79° 05′ O                              | Cultural: (i), (iii)              | 1986 | A cidade de Chan Chan serviu como capital da cultura Chimú. O Reino de Chimú desenvolveu-se ao longo da costa norte do Peru. Chan Chan é dividida em nove unidades muradas indicando divisão política e social. Os chimús foram conquistados pelos Incas em 1470. O local foi listado como Patrimônio Mundial em Perigo, pois as construções de adobe são facilmente danificadas por fortes chuvas. | [ 10 ] |
| Chavín |        | Peru               | Huari / Ancash 9° 35′ 34″ S, 77° 10′ 42″ O                   | Cultural: (iii)                   | 1985 | A cultura Chavín se desenvolveu no altiplano andino entre 1500 e 300 a.C., e o local agora conhecido como Chavín de Huantar serviu como seu centro. O local é composto por um complexo de terraços e praças escavadas na rocha. | [ 11 ] |
| Igrejas de Chiloé |        | Chile              | Chiloé / Los Lagos 42° 30′ 00″ S, 73° 46′ 00″ O              | Cultural: (ii), (iii)             | 2000 | As igrejas de Chiloé são o exemplo mais proeminente da arquitetura de madeira da região, fundindo tradições europeias e indígenas. São fruto das missões jesuítas dos séculos XVII e XVIII. | [ 9 ]  |
| Parque Nacional Chiribiquete - A Maloca do Jaguar                                                                                         |        | Colômbia           | Caquetá / Guaviare 0° 31′ 31″ N, 72° 47′ 50″ O               | Misto: (iii), (ix), (x)           | 2018 | Localizado no noroeste da Amazônia colombiana, o Parque Nacional Chiribiquete é a maior área protegida do país. Uma das características que definem o parque é a presença de tepuis, planaltos de arenito que dominam a floresta. Mais de 75.000 pinturas, abrangendo mais de 20.000 anos até o presente, podem ser vistas nas paredes dos 60 abrigos de pedra ao redor das bases dos tepuis. Acredita-se que esteja ligada ao culto da onça, símbolo de poder e fertilidade, essas pinturas retratam cenas de caça, batalhas, danças e cerimônias. As comunidades indígenas, que não estão diretamente presentes no local, consideram a região sagrada. | [ 9 ]  |
| Cidade de Cuzco |        | Peru               | Cuzco 13° 31′ 20″ S, 71° 59′ 00″ O                           | Cultural: (iii), (iv)             | 1983 | Cuzco foi desenvolvida pelo rei inca Pachacuti, que governou o Reino de Cuzco à medida que se expandia para se tornar o Império Inca no século XV. Tornou-se a cidade inca mais importante, dividida em áreas distintas para uso religioso e administrativo e cercada por um sistema organizado de usos agrícolas, artesanais e industriais. | [ 12 ] |
| Cidade de Potosí† |        | Bolívia            | Potosí 19° 35′ 01″ S, 65° 45′ 11″ O                          | Cultural: (ii), (iv), (vi)        | 1987 | Após a descoberta das maiores reservas de prata do Novo Mundo em meados do século XVI, Potosí foi considerado o maior complexo industrial do mundo. O sítio abriga as instalações industriais do Cerro Rico, arquitetura colonial pública e residencial. | [ 13 ] |
| Cidade de Quito |        | Equador            | Quito / Pichincha 0° 00′ 14″ N, 78° 30′ 00″ O                | Cultural: (ii), (iv)              | 1978 | Construída em estilo colonial espanhol, a antiga capital da Real Audiência de Quito. O Centro Histórico de Quito é o centro histórico mais original e mais bem preservado do gênero na América Latina. | [ 14 ] |
| Cidade Universitária de Caracas |        | Venezuela          | Distrito Capital 10° 29′ 27″ N, 66° 53′ 26″ O                | Cultural: (i), (iv)               | 2000 | Projetado por Carlos Raúl Villanueva, o campus universitário é considerado uma obra-prima da arquitetura e do planejamento urbano do início do século XX. Deriva das tradições coloniais, proporcionando uma solução arejada e adequada ao clima tropical. | [ 15 ] |
| Paisagem Cultural do Café da Colômbia |        | Colômbia           | Caldas / Quindío / Risaralda 5° 28′ N, 75° 41′ O             | Cultural: (v), (vi)               | 2011 | O cultivo centenário de café é emblemático da cultura colombiana e têm impactado tradições culturais e sociais na música, arquitetura, culinária e educação. | [ 9 ]  |
| Coro e seu porto† |        | Venezuela          | Falcón 11° 24′ N, 69° 41′ O                                  | Cultural: (iv), (v)               | 1993 | Fundada em 1527, Coro foi uma das primeiras cidades coloniais das Américas. Suas construções de terra são o único exemplo existente de fusão da arquitetura caribenha com a mudéjar espanhola e holandesa. O local está listado como Patrimônio Mundial em perigo desde 2005, após danos causados por fortes chuvas e a construção de várias estruturas na zona de amortecimento. | [ 16 ] |
| Caverna das Mãos, Rio Pinturas |        | Argentina          | Santa Cruz 47° 09′ 00″ S, 70° 40′ 00″ O                      | Cultural: (iii)                   | 1999 | A Cueva de las Manos abriga um vasto conjunto de arte rupestre oriundo do período de 13,000-9,500 anos atrás. Apesar do nome do local derivar dos contornos estampados de mãos humanas nas cavernas, há também diversas representações de animais, como guanacos (Lama guanicoe) e cenas de caça. | [ 17 ] |
| Reservas de Mata Atlântica da Costa do Descobrimento                                                                                      |        | Brasil             | Bahia / Espírito Santo 16° 30′ S, 39° 15′ O                  | Natural: (ix), (x)                | 1999 | O sítio compreende alguns dos últimos remanescentes de Mata Atlântica e apresenta uma diversidade muito alta com muitas espécies raras e endêmicas. Como tal, é de grande interesse tanto para os cientistas quanto para a conservação. | [ 18 ] |
| Paisagem cultural e industrial de Fray Bentos                                                                                             |        | Uruguai            | Río Negro 33° 07′ 04″ S, 58° 19′ 54″ O                       | Cultural: (ii), (iv)              | 2015 | Localizado às margens do rio Uruguai a oeste da cidade de Fray Bentos, o complexo industrial foi construído após o desenvolvimento de uma fábrica fundada em 1859 para processar a carne produzida nas vastas pradarias da região. O sítio listado demonstra todo o processo de produção industrial da carne. | [ 9 ]  |
| Forte de Samaipata |        | Bolívia            | Florida / Santa Cruz 18° 10′ S, 63° 49′ O                    | Cultural: (ii), (iii)             | 1998 | Samaipata consiste em ruínas de uma cidade e, mais proeminentemente, uma grande rocha esculpida (séculos XIV a XVI) que se acredita ter sido o centro cerimonial de uma cultura pré-hispânica. | [ 19 ] |
| Ilhas Galápagos |        | Equador            | Galápagos 0° 40′ S, 90° 30′ O}}                              | Natural: (vii), (viii), (ix), (x) | 1978 | Este arquipélago remoto de ilhas vulcânicas é famoso pelo alto grau de endemismo e está associado a Charles Darwin, cujas observações aqui contribuíram para a concepção de sua teoria da evolução. O local foi listado como Patrimônio Mundial em perigo por múltiplas condições. | [ 20 ] |
| Centro Histórico da Cidade de Arequipa |        | Peru               | Arequipa 16° 24′ 00″ S, 71° 32′ 00″ O                        | Cultural: (i), (iv)               | 2000 | Arequipa foi construída principalmente sobre rocha sillar, uma rocha vulcânica branca, produto do vulcão El Misti. A arquitetura da cidade é notória pela combinação de estilos tradicionais indígenas com as novas técnicas trazidas por colonizadores europeus. | [ 21 ] |
| Centro Histórico de Salvador |        | Brasil             | Bahia 12° 58′ 00″ S, 38° 30′ 00″ O                           | Cultural: (iv), (vi)              | 1985 | Antiga capital colonial brasileira e sede do primeiro mercado de escravos no Novo Mundo, Salvador preservou um grande número de casas renascentistas de cores vivas decoradas com trabalhos em estuque dos séculos XVI a XVIII. | [ 22 ] |
| Centro Histórico de Santa Ana de los Ríos de Cuenca                                                                                       |        | Equador            | Azuay 2° 53′ 00″ S, 78° 59′ 00″ O                            | Cultural: (ii), (iv), (v)         | 1999 | Fundada em 1557 seguindo um traçado ortogonal urbano, a cidade de Cuenca possui uma paisagem urbana resultante da fusão de diferentes sociedades e culturas, sendo uma vitrine do projeto urbano renascentista na América Latina. | [ 23 ] |
| Centro Histórico de Lima |        | Peru               | Lima 12° 03′ 05″ S, 77° 02′ 35″ O                            | Cultural: (iv)                    | 1988 | Lima foi fundada por Francisco Pizarro em 1535 como La Ciudad de los Reyes (Cidade dos Reis). Até meados do século XVIII, era a cidade mais importante da América do Sul espanhola. A arquitetura combina o estilo local e europeu, como no Mosteiro de São Francisco, que foi tombado originalmente em 1988, antes de ser ampliado em 1991. | [ 24 ] |
| Centro Histórico de Santa Cruz de Mompox                                                                                                  |        | Colômbia           | Bolívar 9° 14′ 00″ N, 74° 26′ 00″ O                          | Cultural: (iv), (v)               | 1995 | Mompox, fundada em 1540 às margens de um grande rio, preservou em seu centro histórico o passado colonial com muitos edifícios ainda desempenhando sua função original. | [ 9 ]  |
| Centro Histórico de São Luís |        | Brasil             | Maranhão 2° 30′ 51″ S, 44° 18′ 09″ O                         | Cultural: (iii), (iv), (v)        | 1997 | Fundada originalmente por franceses no século XVIII, São Luís preservou a planta retangular completa da cidade colonial e um grande número de edifícios históricos tornando-se um excelente exemplo de uma cidade colonial portuguesa. | [ 25 ] |
| Centro Histórico de Diamantina |        | Brasil             | Minas Gerais 18° 40′ 00″ S, 43° 36′ 00″ O                    | Cultural: (ii), (iv)              | 1999 | Um exemplar bem preservado da arquitetura barroca, esta cidade colonial do século XVIII foi fundada em um ambiente inóspito de montanhas rochosas e se tornou um centro de mineração de diamantes nos séculos XVIII e XIX. | [ 26 ] |
| Centro Histórico de Goiás |        | Brasil             | Goiás 15° 56′ 00″ S, 50° 08′ 00″ O                           | Cultural: (ii), (iv)              | 2001 | Fundada em 1727 pelo bandeirante Bartolomeu Bueno da Silva, Goiás conservou grande parte de sua herança colonial e é um exemplo de povoamento europeu no interior da América do Sul. | [ 27 ] |
| Centro Histórico de Olinda |        | Brasil             | Pernambuco 8° 00′ 48″ S, 34° 50′ 42″ O                       | Cultural: (ii), (iv)              | 1982 | Fundada em 1537, a cidade prosperou como centro de produção de cana-de-açúcar. Após saques pelos holandeses no século XVII, o centro histórico data em grande parte do século XVIII com uma combinação harmoniosa de edifícios, jardins, igrejas, conventos e capelas. | [ 28 ] |
| Cidade Histórica de Sucre |        | Bolívia            | Oropeza 19° 02′ 35″ S, 65° 15′ 33″ O                         | Cultural: (iv)                    | 1991 | Fundada pelos espanhóis em 1538, Sucre manteve muitos de seus edifícios religiosos do século XVI, mostrando a fusão de estilos arquitetônicos locais e europeus. | [ 29 ] |
| Centro Histórico da Cidade de Paramaribo                                                                                                  |        | Suriname           | Paramaribo 5° 49′ 34″ N, 55° 09′ 00″ O                       | Cultural: (ii), (iv)              | 2002 | Fundada como uma cidade colonial holandesa no século XVII, Paramaribo preservou sua planta de ruas única com edifícios que mostram a influência gradual das tradições arquitetônicas holandesas. | [ 9 ]  |
| Bairro histórico de Colônia do Sacramento                                                                                                 |        | Uruguai            | Colônia 34° 28′ 04″ S, 57° 51′ 12″ O                         | Cultural: (iv)                    | 1995 | Fundada em 1680 pelos portugueses, a cidade mudou de mãos entre espanhóis e portugueses várias vezes durante os séculos XVII e XVIII e finalmente foi perdida para os espanhóis. Sua paisagem urbana bem preservada testemunha a fusão dos estilos coloniais espanhóis e portugueses. | [ 9 ]  |
| Bairro Histórico da Cidade Portuária de Valparaíso                                                                                        |        | Chile              | Valparaíso 33° 02′ 26″ S, 71° 37′ 41″ O                      | Cultural: (iii)                   | 2003 | No final do século XIX, Valparaíso prosperou como ponto de escala para navios que viajavam entre o Atlântico e o Pacífico através do Estreito de Magalhães. O seu bairro histórico, situado em encostas íngremes, é testemunho desta fase inicial da globalização. | [ 9 ]  |
| Santuário Histórico de Machu Picchu |        | Peru               | Cuzco, 13° 07′ 00″ S, 72° 35′ 00″ O                          | Misto: (i) (iii), (vii), (ix)     | 1983 | A 2,340 metros acima do nível do mar, o sítio de Machu Picchu foi construído como uma extensa propriedade montanhosa em meados do século XV e abandonado aproximadamente 100 anos depois. Inclui paredes, terraços e edifícios construídos em rocha. A cidade abrigava cerca de 1.200 pessoas, a maioria padres, mulheres e crianças. Foi abandonado antes da chegada dos espanhóis a Cuzco, provavelmente devido à varíola. | [ 9 ]  |
| Cidade Histórica de Ouro Preto |        | Brasil             | Minas Gerais 20° 23′ 20″ S, 43° 30′ 20″ O                    | Cultural: (i), (iii)              | 1980 | A prosperidade da cidade como centro do ciclo do ouro brasileiro no século XVIII se reflete em um grande número de igrejas, pontes e fontes preservadas, muitas delas projetadas pelo escultor barroco Aleijadinho. | [ 30 ] |
| Parque Nacional de Huascarán |        | Peru               | Ânchache 9° 20′ S, 77° 24′ O                                 | Natural: (vii), (viii)            | 1985 | O Parque Nacional de Huascarán está localizado na Cordilheira Branca dos Andes e envolve o Huascarán, o pico mais alto do Peru. O ambiente físico inclui geleiras, ravinas e lagos, enquanto o parque abriga várias espécies de animais regionais. | [ 9 ]  |
| Fábricas de beneficiamento de salitre de Humberstone e Santa Laura                                                                        |        | Chile              | Tarapacá 20° 12′ 30″ S, 69° 47′ 40″ O                        | Cultural: (ii), (iii), (iv)       | 2005 | Situadas no Deserto do Atacama, as duas salitreiras são representativas da indústria do salitre que floresceu no norte do Chile no século XIX e início do século XX e reuniu pessoas de diferentes partes da América do Sul e da Europa criando uma cultura única com língua e costumes próprios. | [ 9 ]  |
| Parque Nacional do Iguaçu |        | Brasil             | Paraná 25° 41′ S, 54° 26′ O                                  | Natural: (vii), (x)               | 1986 | Juntamente com o Parque Nacional Iguazú (Argentina), o parque protege as Cataratas do Iguaçu, uma das maiores cascatas do mundo, e abriga muitas espécies raras e ameaçadas de extinção, como o tamanduá-bandeira ou a ariranha. O local esteve listado como Patrimônio Mundial em perigo entre 1999 e 2001 devido a uma estrada aberta ilegalmente pelo parque, barragens no rio Iguaçu e voos de helicóptero. | [ 31 ] |
| Parque Nacional Iguazú |        | Argentina          | Misiones / Mesopotamia 25° 31′ 05″ S, 54° 08′ 00″ O          | Natural: (vii), (x)               | 1984 | Juntamente com o Parque Nacional do Iguaçu (Brasil), o parque protege as Cataratas do Iguaçu, uma das maiores cascatas do mundo. Sua floresta subtropical abriga mais de 2.000 espécies de plantas vasculares e grandes mamíferos, como a anta, tamanduá-bandeira, bugio e jaguatirica. | [ 9 ]  |
| Parques Naturais de Ischigualasto e Talampaya                                                                                             |        | Argentina          | San Juan / La Rioja 30° 00′ S, 68° 00′ O                     | Natural: (viii)                   | 2000 | Como o sítio fóssil continental mais completo do período Triássico (245-208 milhões de anos atrás), os restos de mamíferos, dinossauros e plantas da propriedade revelam a evolução dos vertebrados. | [ 32 ] |
| Quarteirão Jesuíta e Estâncias de Córdoba                                                                                                 |        | Argentina          | Córdova 31° 25′ 14″ S, 64° 11′ 28″ O                         | Cultural: (ii), (iv)              | 2000 | Fundada no início do século XVII, esta redução jesuíta preservou a universidade, igreja, residências e cinco fazendas (estâncias), ilustrando as atividades missionárias e econômicas desenvolvidas pelos jesuítas durante um período de 150 anos no Novo Mundo. | [ 33 ] |
| Missões Jesuítas de La Santísima Trinidad de Paraná e Jesús de Tavarangue                                                                 |        | Paraguai           | Itapúa 27° 08′ S, 55° 42′ O                                  | Cultural: (iv)                    | 1993 | As ruínas dessas reduções jesuíticas testemunham as atividades missionárias, sociais e econômicas dos jesuítas na Bacia do rio da Prata nos séculos XVII e XVIII. | [ 34 ] |
| Missão Jesuítica de Chiquitos |        | Bolívia            | Santa Cruz 16° 00′ S, 60° 30′ O                              | Cultural: (iv), (v)               | 1990 | Seis povoados de Chiquitos foram preservados como herança viva de seu passado como reduções jesuíticas nos séculos XVII e XVIII. Suas igrejas amplamente restauradas no final do século XX são uma fusão de tradições arquitetônicas indígenas e europeias. | [ 35 ] |
| Missões Jesuíticas Guarani: San Ignacio Miní, Santa Ana, Nossa Senhora de Loreto, Santa Maria, a Maior e Ruínas de São Miguel das Missões |        | Argentina · Brasil | Misiones / Rio Grande do Sul 28° 32′ 36″ S, 54° 15′ 57″ O    | Cultural: (iv)                    | 1983 | Cada uma das cinco missões jesuíticas em ruínas fundadas em meio a uma floresta tropical na terra do povo guarani nos séculos XVII e XVIII é caracterizada por um projeto específico. | [ 36 ] |
| Linhas e Geóglifos de Nasca e das Pampas de Jumana                                                                                        |        | Peru               | Ica 14° 43′ 33″ S, 75° 08′ 55″ O                             | Cultural: (i), (iii), (iv)        | 1994 | Acredita-se que os grandes desenhos no deserto de Nazca foram criados pela Cultura nasca entre 400 e 650 d.C. Os desenhos de linhas gigantes no solo representam animais como macaco e beija-flor, plantas e formas geográficas em grande escala. Acredita-se que serviram a um propósito ritualístico. | [ 37 ] |